# Melanie Melfort
Melanie Melfort (née Skotnik le 8 novembre 1982 à Hersbruck en Allemagne) est une athlète franco-allemande, spécialiste du saut en hauteur, détentrice du record de France avec 1,97 m. Au début entraînée par son mari, Jimmy Melfort, dont elle a divorcé, Mélanie Melfort a ensuite été entraînée par Jacques Danail.
Elle met fin à sa carrière en 2016.

## Biographie

### Débuts et bonnes performances

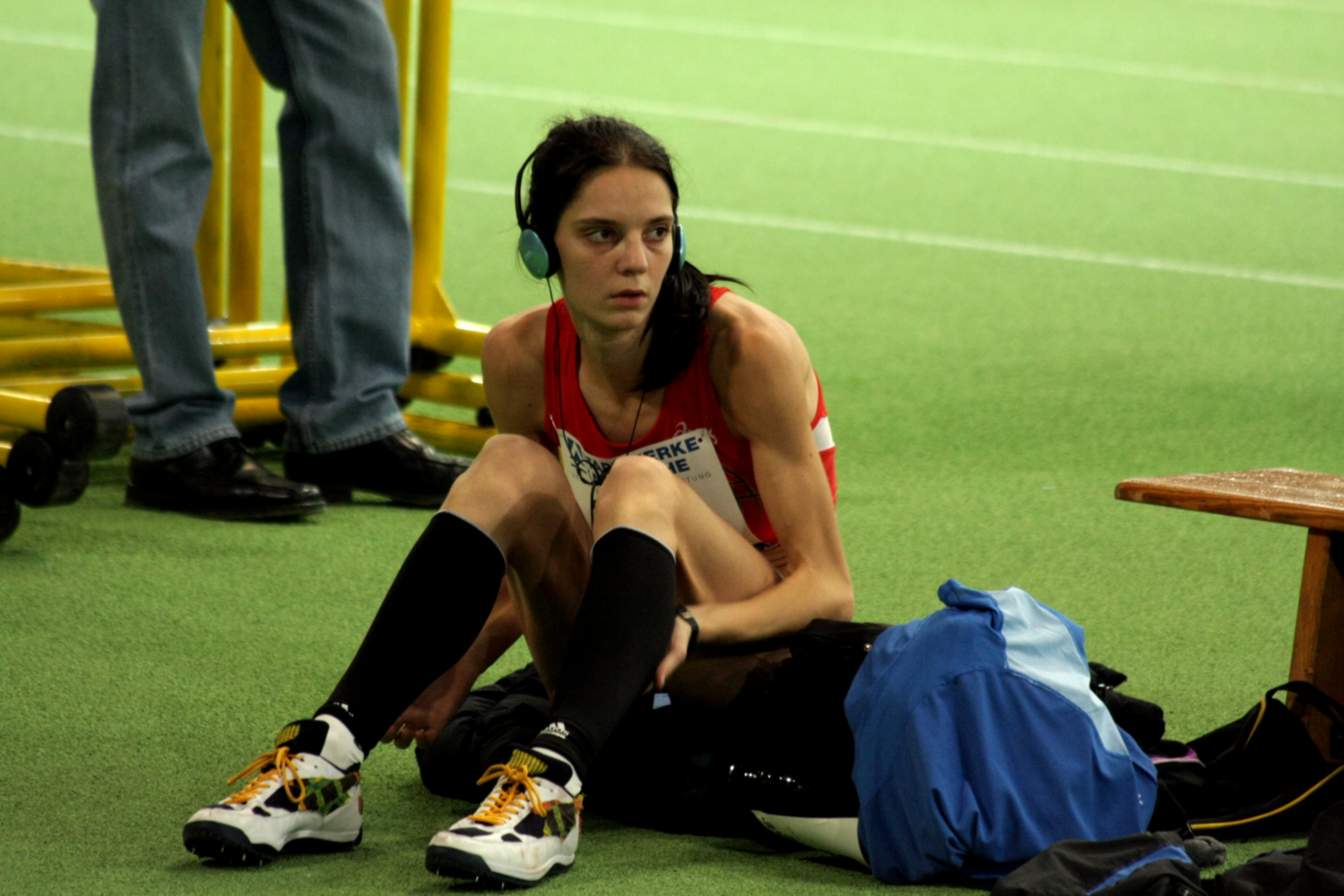
Mélanie Melfort en 2009

Née en Allemagne, d'une mère française et d'un père allemand, elle possède la double nationalité franco-allemande. S'entraînant et vivant en Allemagne, elle y remporte le titre national en 2003. Sous les couleurs allemandes, elle participe aux Championnats du monde cadets (4e), aux Championnats du monde (5e) et d'Europe juniors (12e) et aux Championnats du monde en salle (qualifications). Fin 2003, elle décide de porter les couleurs de la France, ce qu'elle obtient officiellement en 2004.
La Franco-allemande réalise sa première sélection internationale avec l'équipe tricolore lors de la Coupe d'Europe de Florence. Elle se classe troisième du concours avec 1,92 m, derrière la Russe Tatjana Kivimägi (1,98 m) et l'Ukrainienne Vita Styopina (1,92 m). Portant son record personnel à Strasbourg le 23 juin avec 1,95 m, elle égale cette marque lors des Jeux méditerranéens où elle est devancée aux essais par l'Espagnole Ruth Beitia. Ces performances la tiennent à seulement un centimètre du record de France de Maryse Éwanjé-Épée établi en 1985. Aux Championnats du monde d'Helsinki, elle ne passe pas le cap des qualifications, ne réalisant que 1,88 m.
Blessée une partie de la saison en 2006, elle réalise sa meilleure performance à 1,92 m lors du meeting de Forbach. Elle ne se rend pas aux Championnats d'Europe de Göteborg.

### 2007: records de France et7eaux mondiaux d'Osaka

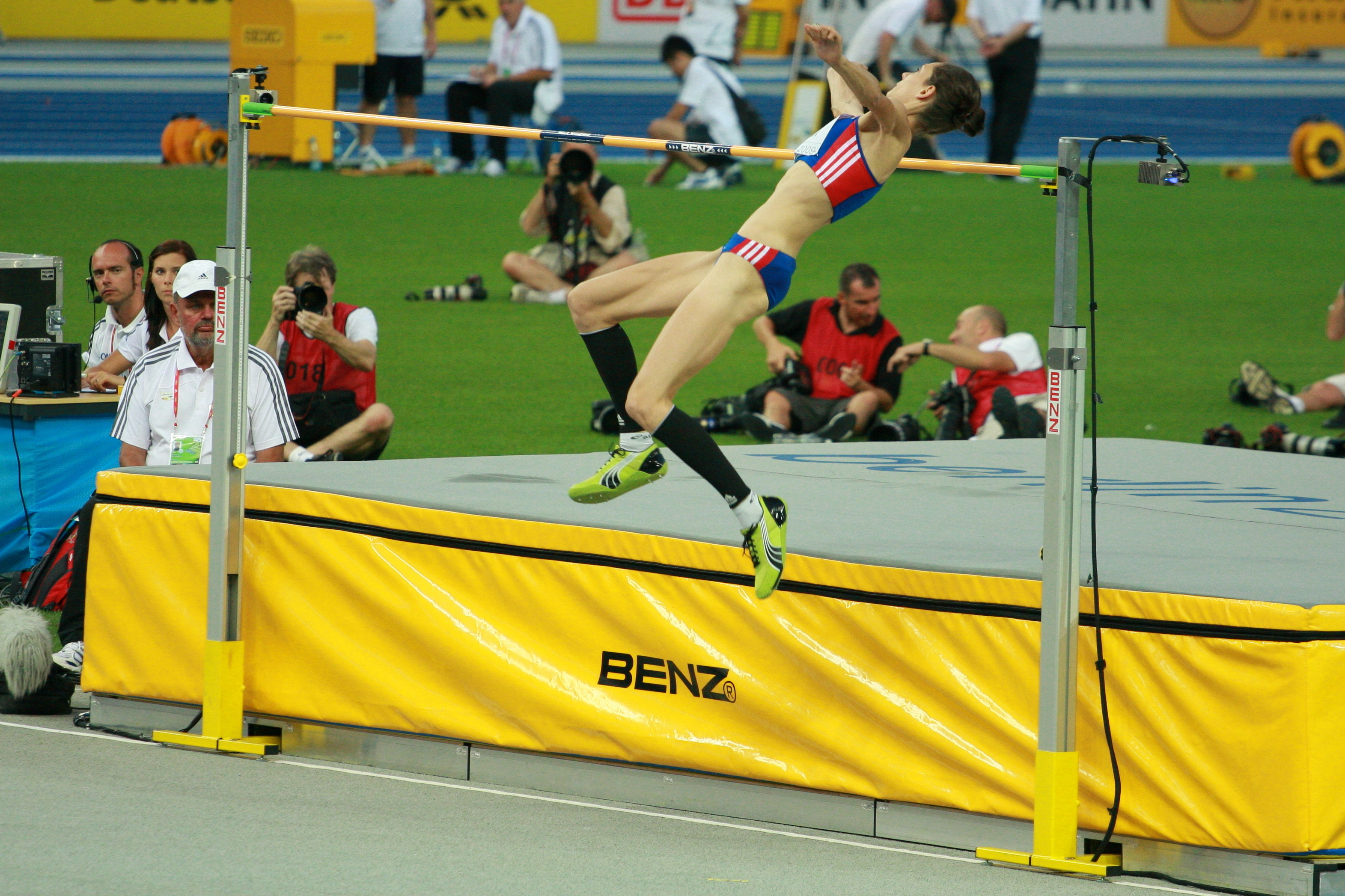
Mélanie Melfort lors des Championnats du monde 2009.

Le 18 février 2007, lors des Championnats de France en salle d'Aubière, Mélanie Melfort efface une barre à 1,97 m, effaçant le vieux record de France en salle de Madely Beaugendre établi le 6 février 1988 à l'INSEP (Paris). Elle échoue ensuite à 2,00 m.
Lors de la saison estivale, elle égale ensuite le record de France en plein air avec 1,96 m. Une semaine plus tôt, elle remportait les Championnats de France de Niort avec 1,95 m. Sélectionnée en équipe de France aux Championnats du monde d'Osaka, elle termine finaliste avec une 7e place ex æquo avec 1,94 m dans un concours où la Croate Blanka Vlašić franchit 2,05 m.
Cette place lui procure une pré-qualification pour les Jeux olympiques de Pékin. Malgré les blessures qui perturbent sa saison, elle parvient à valider sa sélection pour les Jeux. Lors de ceux-ci, elle échoue au niveau des qualifications avec un saut à 1,89 m.

### 2009 - 2011: finales mondiales et blessures

#### 9eà Berlin,4eà Paris, éliminée à Daegu
Le 14 juillet 2009, elle franchit 1,93 m à Reims. Elle termine 9e des Championnats du monde à Berlin avec 1,92 m, le titre revenant à Blanka Vlašić (2,04 m).

En 2011, Melanie Melfort termine au pied du podium des Championnats d'Europe en salle de Paris avec 1,92 m, ex-aecquo avec la Russe Svetlana Shkolina et l'Israélienne Danielle Frenkel. Pourtant, l'exploit passait de peu, la Suédoise Ebba Jungmark franchissant 1,96 m à son troisième essai. Le titre revient à l'Italienne Antonietta Di Martino (2,01 m).

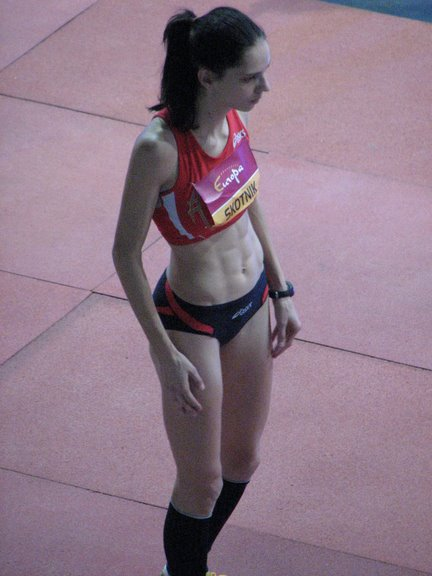
Mélanie Melfort en 2009

Elle se classe deuxième du Meeting international Mohammed-VI d'athlétisme de Rabat avec un saut à 1,95 m, réalisant les minima de qualification pour les Championnats du monde de Daegu. Le 19 juillet, elle remporte les championnats de France au saut en hauteur pour la sixième fois de sa carrière avec un saut à 1,89 m. Elle participe également au meeting de Strasbourg où elle échoue de peu dans sa tentative de record de France à 1,98 m. Lors des mondiaux, elle est la première éliminée des qualifications avec 1,92 m.

### Finale olympique (2012), premier titre majeur (2013)
Lors des championnats de France en salle 2012, elle remporte le concours à la hauteur avec un bond à 1,93 m remportant ainsi son sixième titre national en salle. Elle termine ensuite sixième ex-aecquo avec la Turque Burcu Yüksel lors des Championnats d'Europe d'Helsinki. 

#### Jeux olympiques de Londres
Le 9 août, Mélanie Melfort participe aux qualifications des Jeux olympiques de Londres et y réalise sa meilleure performance de la saison (1,93 m), se qualifiant ainsi pour la finale, sa première finale olympique. Lors de celle-ci, le 11 août suivant, elle égale cette marque d'1,93 m mais butte par 3 fois à 1,97 m, barre synonyme de record de France et ce, malgré avoir échoué de très peu. Elle se classe 9e (elle sera reclassée 8e en 2019) de la compétition, loin derrière Anna Chicherova titrée avec 2,05 m, mais réussit malgré tout le meilleur résultat d'un français (hommes et femmes confondus) depuis Maryse Éwanjé-Épée en 1984 à Los Angeles (4e).
En 2013, elle est la première éliminée lors des qualifications des Championnats d'Europe en salle de Göteborg : elle franchit 1,92 m mais échoue à 1,94 m. En juin, elle concourt lors des Championnats d'Europe : l'épreuve est exceptionnellement disputée en salle car les conditions météorologiques sont trop désastreuses. La Française se classe onzième du concours avec 1,85 m après une blessure au pied.

#### Titre aux Jeux de la Francophonie et déclin

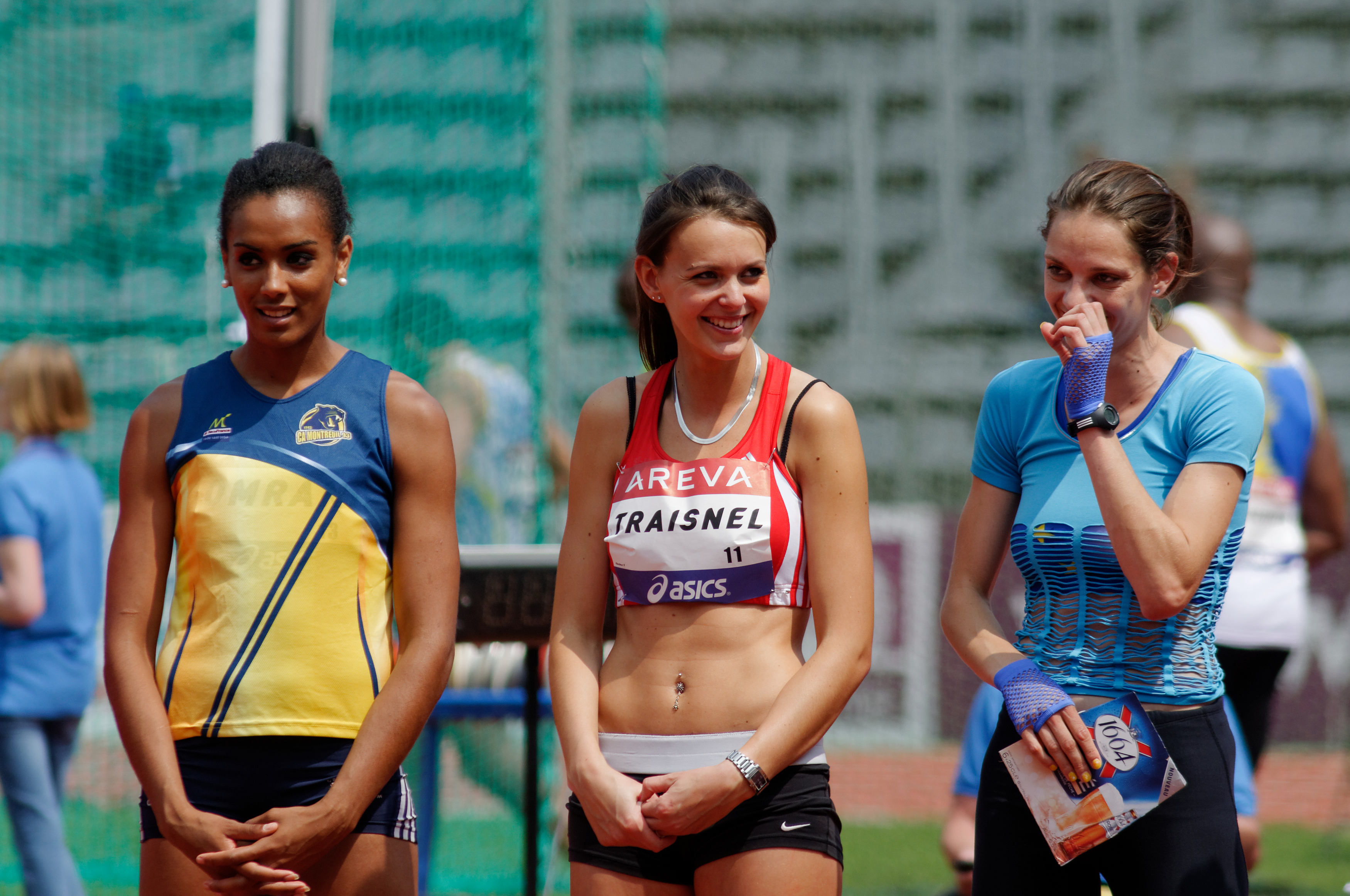
Mélanie Melfort lors des Championnats de France 2013

Non-qualifiée pour les Championnats du monde de Moscou, Melfort participe aux Jeux de la Francophonie où elle s'impose avec 1,90 m. Il s'agit là de son premier titre international. Elle devance la Polonaise Justyna Kasprzycka (1,88 m).
En 2015, Mélanie réalise 1,85 m lors des Interclubs. En juin, elle se rend aux Championnats d'Europe à Tcheboksary en Russie où elle ne se classe que dernière du concours avec 1,80 m. Elle égale cette marque aux Championnats d'Allemagne où elle échoue au pied du podium. Aux Championnats de France, alors qu'elle a remporté toutes les éditions depuis 2005 (à l'exception de 2006 où elle n'a pas participé), Mélanie Skotnik ne termine que 8e de ces championnats avec 1,73 m.

### Retraite (2016)
Mélanie Melfort met fin à sa carrière professionnelle début juin 2016,.

## Palmarès
| Date                      | Compétition                       | Lieu                      | Résultat                  | Marque                    |
| Représentant l' Allemagne | Représentant l' Allemagne         | Représentant l' Allemagne | Représentant l' Allemagne | Représentant l' Allemagne |
| ------------------------- | --------------------------------- | ------------------------- | ------------------------- | ------------------------- |
| 1999                      | Championnats du monde jeunesse    | Bydgoszcz                 | 4e                        | 1,79 m                    |
| 1999                      | Championnats d'Europe juniors     | Riga                      | 12e                       | 1,79 m                    |
| 2000                      | Championnats du monde juniors     | Santiago du Chili         | 5e                        | 1,85 m                    |
| 2003                      | Championnats d'Europe espoirs     | Bydgoszcz                 | 5e                        | 1,87 m                    |
| Représentant la France    |                                   |                           |                           |                           |
| 2005                      | Coupe d'Europe des nations        | Florence                  | 3e                        | 1,92 m                    |
| 2005                      | Jeux méditerranéens               | Almería                   | 2e                        | 1,95 m                    |
| 2005                      | DécaNation                        | Paris                     | 3e                        | 1,90 m                    |
| 2007                      | Championnats d'Europe en salle    | Birmingham                | 5e                        | 1,92 m                    |
| 2007                      | Coupe d'Europe des nations        | Munich                    | 3e                        | 1,95 m                    |
| 2007                      | Championnats du monde             | Osaka                     | 7e                        | 1,94 m                    |
| 2009                      | Championnats du monde             | Berlin                    | 8e                        | 1,92 m                    |
| 2011                      | Championnats d'Europe en salle    | Paris                     | 4e                        | 1,92 m                    |
| 2011                      | Championnats d'Europe par équipes | Stockholm                 | 5e                        | 1,85 m                    |
| 2011                      | DécaNation                        | Nice                      | 2e                        | 1,93 m                    |
| 2011                      | Ligue de diamant                  | Ligue de diamant          | 4e                        | détails                   |
| 2012                      | Championnats d'Europe             | Helsinki                  | 6e                        | 1,92 m                    |
| 2012                      | Jeux olympiques                   | Londres                   | 8e                        | 1,93 m                    |
| 2012                      | DécaNation                        | Albi                      | 3e                        | 1,89 m                    |
| 2013                      | Championnats d'Europe en salle    | Göteborg                  | 9e                        | 1,92 m                    |
| 2013                      | Championnats d'Europe par équipes | Gateshead                 | 11e                       | 1,85 m                    |
| 2013                      | Jeux de la Francophonie           | Nice                      | 1re                       | 1,90 m                    |
| 2013                      | DécaNation                        | Valence                   | 3e                        | 1,89 m                    |
| 2015                      | Championnats d'Europe par équipes | Tcheboksary               | 12e                       | 1,80 m                    |

### National
| Championnat | Place | Hauteur | Lieu              | Date            |
| ----------- | ----- | ------- | ----------------- | --------------- |
| CF 2005     | 1re   | 1,95 m  | Angers            | 29 juin 2005    |
| CF 2007     | 1re   | 1,95 m  | Niort             | 3 août 2007     |
| CF 2008     | 1re   | 1,90 m  | Albi              | 24 juillet 2008 |
| CF 2009     | 1re   | 1,92 m  | Angers            | 23 juillet 2009 |
| CF 2010     | 1re   | 1,86 m  | Paris             | 8 juillet 2010  |
| CF 2011     | 1re   | 1,89 m  | Albi              | 28 juillet 2011 |
| CF 2012     | 1re   | 1,91 m  | Angers            | 15 juin 2012    |
| CF 2013     | 1re   | 1,85 m  | Paris             | 12 juillet 2013 |
| CF 2014     | 1re   | 1,85 m  | Reims             | 11 juillet 2014 |
| CF 2015     | 8e    | 1,73 m  | Villeneuve-d'Ascq | 11 juillet 2015 |

| Championnat | Place | Hauteur | Lieu     | Date            |
| ----------- | ----- | ------- | -------- | --------------- |
| CF 2005     | 1re   | 1,88 m  | Liévin   | 18 février 2005 |
| CF 2007     | 1re   | 1,97 m  | Aubière  | 16 février 2007 |
| CF 2010     | 1re   | 1,90 m  | Paris    | 27 février 2010 |
| CF 2011     | 1re   | 1,88 m  | Aubière  | 19 février 2011 |
| CF 2012     | 1re   | 1,93 m  | Aubière  | 25 février 2012 |
| CF 2013     | 1re   | 1,93 m  | Aubière  | 16 février 2013 |
| CF 2014     | 3e    | 1,81 m  | Bordeaux | 23 février 2014 |
| CF 2015     | 2e    | 1,85 m  | Aubière  | 21 février 2015 |

## Records
| Épreuve         | Épreuve   | Performance | Lieu             | Date                           |
| --------------- | --------- | ----------- | ---------------- | ------------------------------ |
| Saut en hauteur | Plein air | 1,96 m (NR) | Castres          | 11 août 2007                   |
| Saut en hauteur | Salle     | 1,97 m (NR) | Dortmund Aubière | 5 février 2003 18 février 2007 |